# 中街冰点
中街冰点是一家主营冷饮食品生产企业，1946年于沈阳成立，生产地现已逐渐扩张至东北三省、北京、上海、天津。中街冰点曾获得沈阳老字号、辽宁老字号等称号。
生产的冷饮食品包括中街大果、糯米糍、老中街等产品。其中，沈阳人吃得最多的中街大果，最早是在位于沈阳中街上的一家小作坊里生产出来的，现已被列入由沈阳市食品协会评选的“沈阳特产食品”列表中，曾还被选中为中华人民共和国第十二届全国运动会的首选冷饮。中街大果有奶油、冷狗、抹茶等口味，其中麻酱味最受沈阳人欢迎。此外，中街冰点还生产虾饺、水饺、豆包等速冻食品。
2015年7月，中街冰点生产的中街大果被北京市食药监局查出大肠菌群超标。
2016年1月，与中街冰点合作，中街1946成立独立企业，借用中街冰点品牌名并在加工方面予以合作，年销售额达一亿元，成为网红冰棍。